# Uschi Disl
Ursula Disl, conocida deportivamente como Uschi Disl (Bad Tölz, 15 de noviembre de 1970), es una deportista alemana que compitió en biatlón.
Participó en cinco Juegos Olímpicos de Invierno, entre los años 1992 y 2006, obteniendo en total nueve medallas: plata en Albertville 1992, plata y bronce en Lillehammer 1994, oro, plata y bronce en Nagano 1998, oro y plata en Salt Lake City 2002 y bronce en Turín 2006. Ganó 19 medallas en el Campeonato Mundial de Biatlón entre los años 1991 y 2005.

## Palmarés internacional
| Juegos Olímpicos   | Juegos Olímpicos                | Juegos Olímpicos  | Juegos Olímpicos |
| Año                | Lugar                           | Medalla           | Prueba           |
| ------------------ | ------------------------------- | ----------------- | ---------------- |
| 1992               | Albertville (Francia)           | Medalla de plata  | Relevos          |
| 1994               | Lillehammer (Noruega)           | Medalla de plata  | Relevos          |
| 1994               | Lillehammer (Noruega)           | Medalla de bronce | Individual       |
| 1998               | Nagano (Japón)                  | Medalla de oro    | Relevos          |
| 1998               | Nagano (Japón)                  | Medalla de plata  | Velocidad        |
| 1998               | Nagano (Japón)                  | Medalla de bronce | Individual       |
| 2002               | Salt Lake City (Estados Unidos) | Medalla de oro    | Relevos          |
| 2002               | Salt Lake City (Estados Unidos) | Medalla de plata  | Velocidad        |
| 2006               | Turín (Italia)                  | Medalla de bronce | Salida en grupo  |
| Campeonato Mundial |                                 |                   |                  |
| Año                | Lugar                           | Medalla           | Prueba           |
| 1991               | Lahti (Finlandia)               | Medalla de bronce | Relevos          |
| 1992               | Novosibirsk (Rusia)             | Medalla de oro    | Equipo           |
| 1995               | Anterselva (Italia)             | Medalla de oro    | Relevos          |
| 1995               | Anterselva (Italia)             | Medalla de plata  | Velocidad        |
| 1995               | Anterselva (Italia)             | Medalla de plata  | Individual       |
| 1995               | Anterselva (Italia)             | Medalla de plata  | Equipo           |
| 1996               | Ruhpolding (Alemania)           | Medalla de oro    | Relevos          |
| 1996               | Ruhpolding (Alemania)           | Medalla de oro    | Equipo           |
| 1997               | Osrblie (Eslovaquia)            | Medalla de oro    | Relevos          |
| 1999               | Kontiolahti (Finlandia)         | Medalla de oro    | Relevos          |
| 2000               | Oslo (Noruega)                  | Medalla de plata  | Persecución      |
| 2000               | Oslo (Noruega)                  | Medalla de plata  | Relevos          |
| 2001               | Pokljuka (Eslovenia)            | Medalla de plata  | Velocidad        |
| 2001               | Pokljuka (Eslovenia)            | Medalla de plata  | Relevos          |
| 2003               | Janty-Mansisk (Rusia)           | Medalla de bronce | Relevos          |
| 2005               | Hochfilzen (Austria)            | Medalla de oro    | Velocidad        |
| 2005               | Hochfilzen (Austria)            | Medalla de oro    | Persecución      |
| 2005               | Hochfilzen (Austria)            | Medalla de plata  | Relevos          |
| 2005               | Janty-Mansisk (Rusia)           | Medalla de bronce | Relevo mixto     |